# Olympische Sommerspiele 1964/Teilnehmer (Algerien)
| Gelbes Symbol für Goldmedaillen mit stilisierten Olympischen Ringen | Graues Symbol für Silbermedaillen mit stilisierten Olympischen Ringen | Braundes Symbol für Bronzemedaillen mit stilisierten Olympischen Ringen |
| ------------------------------------------------------------------- | --------------------------------------------------------------------- | ----------------------------------------------------------------------- |
| —                                                                   | —                                                                     | —                                                                       |

Algerien nahm an den Olympischen Sommerspielen 1964 in der japanischen Hauptstadt Tokio mit einer Delegation von einem männlichen Sportler an sieben Wettkämpfen in einer Sportart teil. Es konnten keine Medaillen errungen werden.
Einziger Athlet war der Turner Mohamed Lazhari, der vier Jahre zuvor noch für Frankreich antrat. Es war die erste Teilnahme des Landes an Olympischen Sommerspielen, nachdem die ehemalige französische Kolonie 1962 die Unabhängigkeit erlangte.

## Teilnehmer nach Sportarten

### Turnen
- Mohamed Lazhari
  - Einzelmehrkampf

Finale: 97,35 Punkte (52,55 Punkte Pflicht – 54,40 Punkte Kür), Rang 91
Bodenturnen: 17,30 Punkte (8,80 Punkte Pflicht – 8,60 Punkte Kür), Rang 99
Pferdsprung: 17,45 Punkte (9,35 Punkte Pflicht – 9,30 Punkte Kür), Rang 77
Barren: 16,75 Punkte (9,15 Punkte Pflicht – 9,05 Punkte Kür), Rang 79
Reck: 17,95 Punkte (7,25 Punkte Pflicht – 9,45 Punkte Kür), Rang 111
Ringe: 14,25 Punkte (8,95 Punkte Pflicht – 9,05 Punkte Kür), Rang 60
Seitpferd: 13,65 Punkte (9,05 Punkte Pflicht – 8,95 Punkte Kür), Rang 72